# Mirka Košťanová
Mgr. Mirka Košťanová, rozená Miroslava Košťanová (* 12. července 1985), je česká moderátorka, modelka a I. Česká vicemiss 2006.

## Osobní život
Mirka Košťanová pochází z Prahy.
V únoru 2012 se po pětiletém vztahu rozešla s přítelem Martinem. Ale od dubna 2012 už měla nového partnera Petra Vodáka

## Vzdělání
- 2001–2005: Střední škola Podnikatelská akademie, s.r.o
- 2007–2010: Univerzita Jana Amose Komenského Praha, bakalářský obor Sociální a masová komunikace
- 2010–2012: Univerzita Jana Amose Komenského Praha, navazující magisterský obor Sociální a mediální komunikace

## Soutěže Miss
V roce 2006 se zúčastnila České Miss a stala se I. Česká vicemiss a držitelkou titulu Miss Internet. Poté měla Českou republiku reprezentovat na Miss Earth v listopadu 2006, ale kvůli zdravotním problémům nemohla odletět. Místo ní más reprezentovala finalistka Petra Soukupová, která se umístila v TOP 8. Ale v únoru 2007 nás reprezentovala na Top Model of the World 2006, kde se umístila v TOP 15.